# Макрух
Макрух (араб. مكروه‎) — категория допустимости в исламском праве; к макруху относятся действия, которые не запрещены абсолютно (харам), но их совершение нежелательно. Макрух имеет две разновидности: тахриман-макрух, близкий к запрещённому, и танзихан-макрух, более лёгкий. Воздержание от обоих видов макруха считается богоугодным, грехом считается только совершение тахриман-макруха. Отрицание любого вида макруха у суннитов не считается неверием, куфром.
Значение слова «макрух» претерпело изменения с коранических времён. До середины IX столетия терминология-хукм (оценка допустимости), ещё не сформировалась, и слово «макрух» могло использоваться для обозначения однозначно запрещённого.
В школах права имеются разночтения насчёт того, что считается харамом, а что — макрухом. В трёх суннитских школах (маликитской, ханбалитской, шафиитской) действия, запрещённые в Коране или в достоверных хадисах-сахих вне зависимости от количества цепочек передатчиков, считаются харамом, а в ханафитской школе действия, запрещённые в хадисах-ахад, которые передала только одна цепочка передатчиков, относятся к категории макрух.